# ゲイツ・マクファーデン
ゲイツ・マクファーデン（Cheryl Gates McFadden、1949年3月2日 - ）は、アメリカの女優・振付家。振付家として働いているときにはシェリル・マクファーデン（Cheryl McFadden）、女優として働いているときにはゲイツ・マクファーデン（Gates McFadden）と称している。テレビドラマ『新スタートレック』のビバリー・クラッシャー役として知られている。

## 来歴
オハイオ州生まれ。 Brandeis大学に入学し劇場芸術学士を卒業後、パリに移住。物理学院の俳優Jacques Lecoqと演劇を学ぶ。

### 新スタートレック
1986年、ビバリー・クラッシャー役として『新スター・トレック』にキャスティングされる。
シーズン1、3〜7に出演。

### スタートレック:ピカード
2023年に配信された『スタートレック:ピカード』シーズン3にビバリー・クラッシャー役で出演した。